# Martin Bemmann
Martin Bemmann (* 9. September 1981 in Moskau) ist ein deutscher Historiker und Hochschullehrer an der Albert-Ludwigs-Universität Freiburg. Von September 2022 bis März 2023 vertrat er die Professur für Neuere und Neueste Geschichte an der Justus-Liebig-Universität Gießen und im Sommersemester 2023 den Lehrstuhl für Neuere und Neueste Geschichte an der Ludwig-Maximilians-Universität München.

## Leben
Martin Bemmann studierte von 2001 bis 2006 Neuere und Neueste Geschichte, Wirtschafts- und Sozialgeschichte und Europäische Ethnologie an der Universität Freiburg. Sein Studium schloss er bei Franz-Josef Brüggemeier mit einer Magisterarbeit zur Holzforschung und Forstwissenschaft im Dritten Reich ab. Von 2007 bis 2009 war er Wissenschaftlicher Mitarbeiter am DFG-Projekt „Und ewig sterben die Wälder“ an der Professur für Wirtschafts-, Sozial- und Umweltgeschichte der Universität Freiburg, wo er im Oktober 2010 mit einer Arbeit zur Entstehung des Umweltproblems in Deutschland bei Franz-Josef Brüggemeier promoviert wurde. Anschließend war Bemmann 2011 DAAD-PostDoc-Stipendiat an der University of East Anglia und von 2012 bis 2013 Wissenschaftlicher Mitarbeiter an der Professor für Wirtschafts- und Sozialgeschichte an der Technischen Universität Dresden. 2013 kehrte er nach Freiburg zurück, wo er von 2014 bis 2021 Akademischer Rat auf Zeit an der Professur für Außereuropäische Geschichte (Ostasien) war. Im Wintersemester 2016/17 war Bemmann Junior Fellow am Freiburg Institute for Advanced Studies (FRIAS). Im Januar 2021 erfolgte ebenfalls in Freiburg die Habilitation mit einer Studie über Internationale Wirtschaftsstatistik und die Geschichte der Globalisierung, 1850–1950. Seit Januar 2021 lehrt Bemmann als Privatdozent. Von April bis September 2021 vertrat Bemmann den vakanten Lehrstuhl für Neue Geschichte an der Universität Freiburg. Von Oktober 2021 bis März 2022 folgten Fellowships am Imre-Kertész-Kolleg in Jena und am Project House Europa an der Ludwig-Maximilians-Universität München. Seit September 2022 vertritt er die Professur für Neuere und Neueste Geschichte an der Justus-Liebig-Universität Gießen.
Zu Bemmanns Forschungsschwerpunkten gehören die Umwelt-, Wirtschafts-, Global- und Wissensgeschichte, die Beziehungen von ‚Ökonomie‘ und ‚Ökologie‘ in Industriegesellschaften, die Geschichte Europas im 19. und 20. Jahrhundert in ihren globalen Bezügen, die Geschichte internationaler Organisationen, die Geschichte von Globalisierungsprozessen und von Integrationsprozessen in Europa sowie die Wissensgeschichte der deutschen Amerikaemigration im 19. Jahrhundert.

## Auszeichnungen und Nominierungen
- 2012: Preis „Umweltbuch des Monats“ der Deutschen Umweltstiftung für die Monographie Beschädigte Vegetation und sterbender Wald. Zur Entstehung eines Umweltproblems in Deutschland, 1893–1970.

## Schriften (Auswahl)
- „Wir müssen versuchen, so viel wie möglich aus dem deutschen Wald herauszuholen“. Zur ökonomischen Bedeutung des Rohstoffes Holz sowie zur Förderung der Holzforschung und der Forstwissenschaften im „Dritten Reich“. (Freiburg (Breisgau), Univ., Mag.-Arb., 2006).
- Beschädigte Vegetation und sterbender Wald. Zur Entstehung eines Umweltproblems in Deutschland 1893–1970. Vandenhoeck & Ruprecht, Göttingen u. a. 2012, ISBN 3-525-31710-7 (Teilw. zugl.: Freiburg (Breisgau), Univ., Diss., 2010).
- Weltwirtschaftsstatistik. Internationale Wirtschaftsstatistik und die Geschichte der Globalisierung, 1850–1950. (Freiburg (Breisgau), Habil.-Schr., 2020).